# Ego Trip
«Ego Trip» — одиннадцатый студийный альбом американской рок-группы Papa Roach, выпущенный 8 апреля 2022 года через лейбл New Noize.
Альбом записан в жанрах хард-рок, ню-метал, поп-панк, рэп-рок, рэпкор и рэп-метал.
Из альбома вышло шесть синглов: «Swerve», «Kill the Noise», «Stand Up», «Cut the Line», «No Apologies» и «Leave a Light On (Talk Away the Dark)».
Длительность: 42:54 (стандартное издание), 62:49 (делюкс-издание).
Участники записи: Джейкоби Шэддикс — вокал, Джерри Хортон — гитары, Тобин Эсперанс — бас, Тони Палермино — ударные.